# Cap-d'Ail
Cap-d'Ail är en kommun i departementet Alpes-Maritimes i regionen Provence-Alpes-Côte d'Azur i sydöstra Frankrike. Kommunen ligger  i kantonen Villefranche-sur-Mer, som ligger i arrondissementet Nice. År 2022 hade Cap-d'Ail 4 491 invånare. Kommunen ligger direkt väster om Monaco, och bebyggelsen är helt sammanvuxen med denna.

## Befolkningsutveckling
Antalet invånare i kommunen Cap-d'Ail
Referens: INSEE

## Galleri

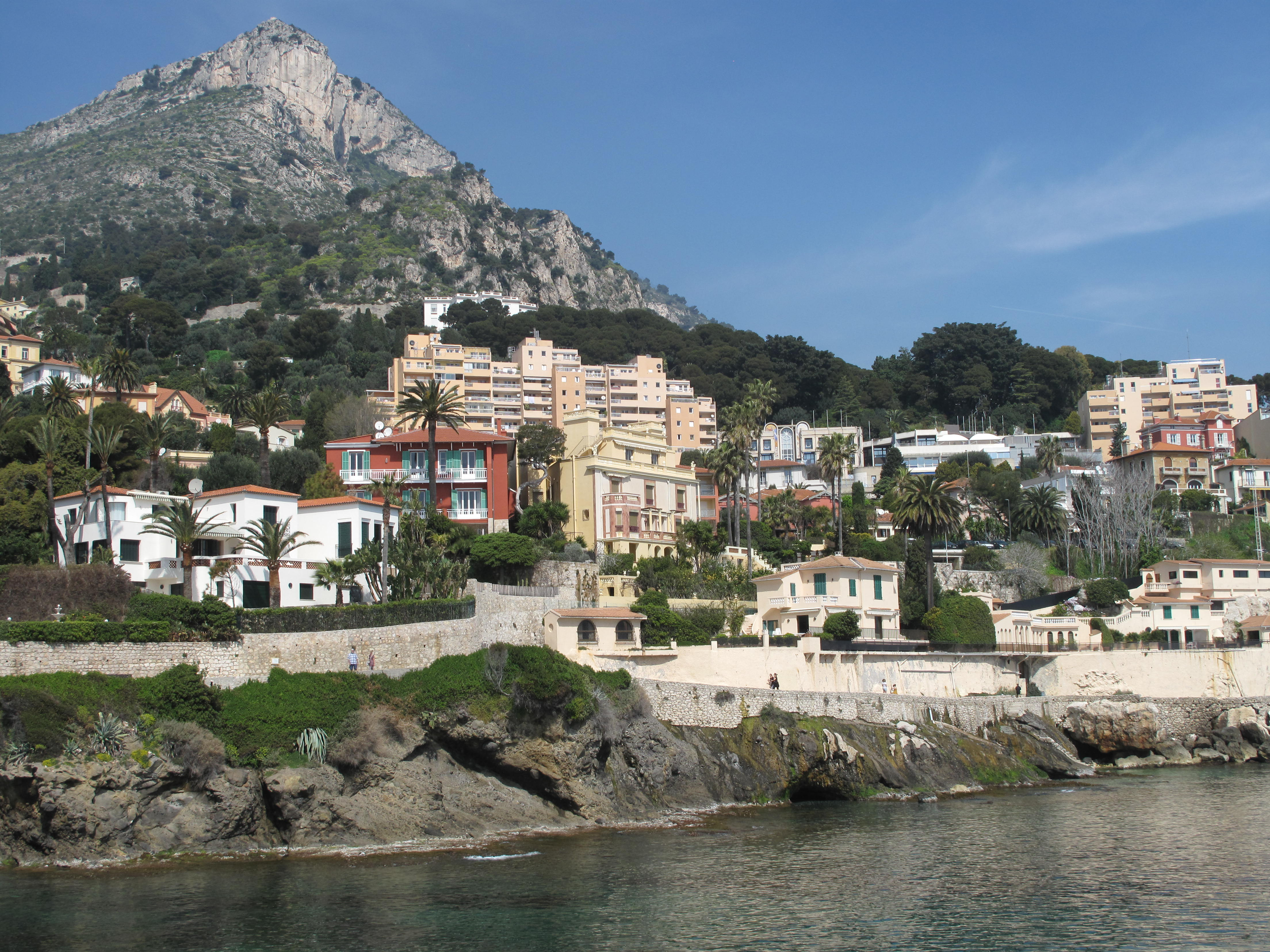
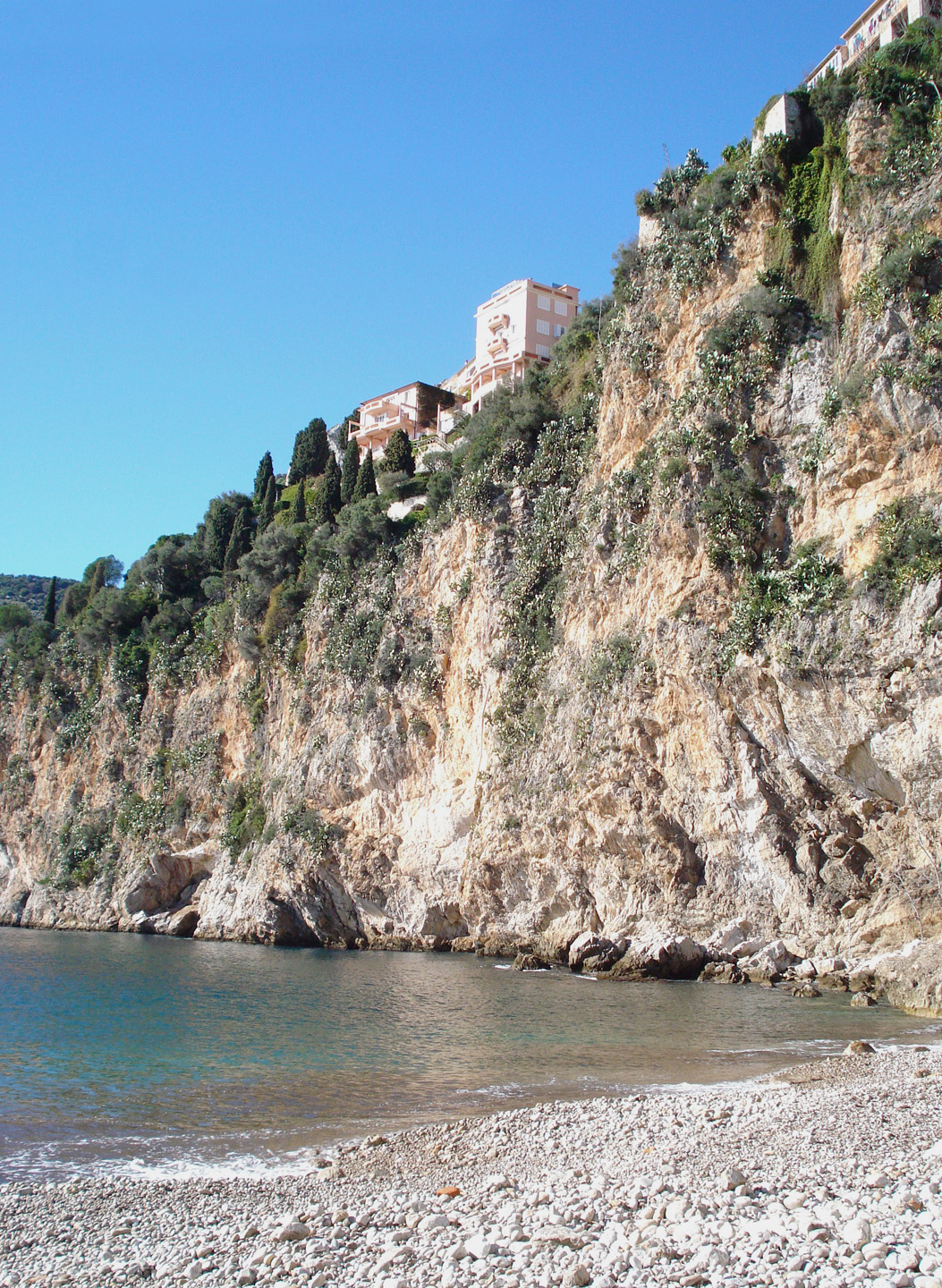
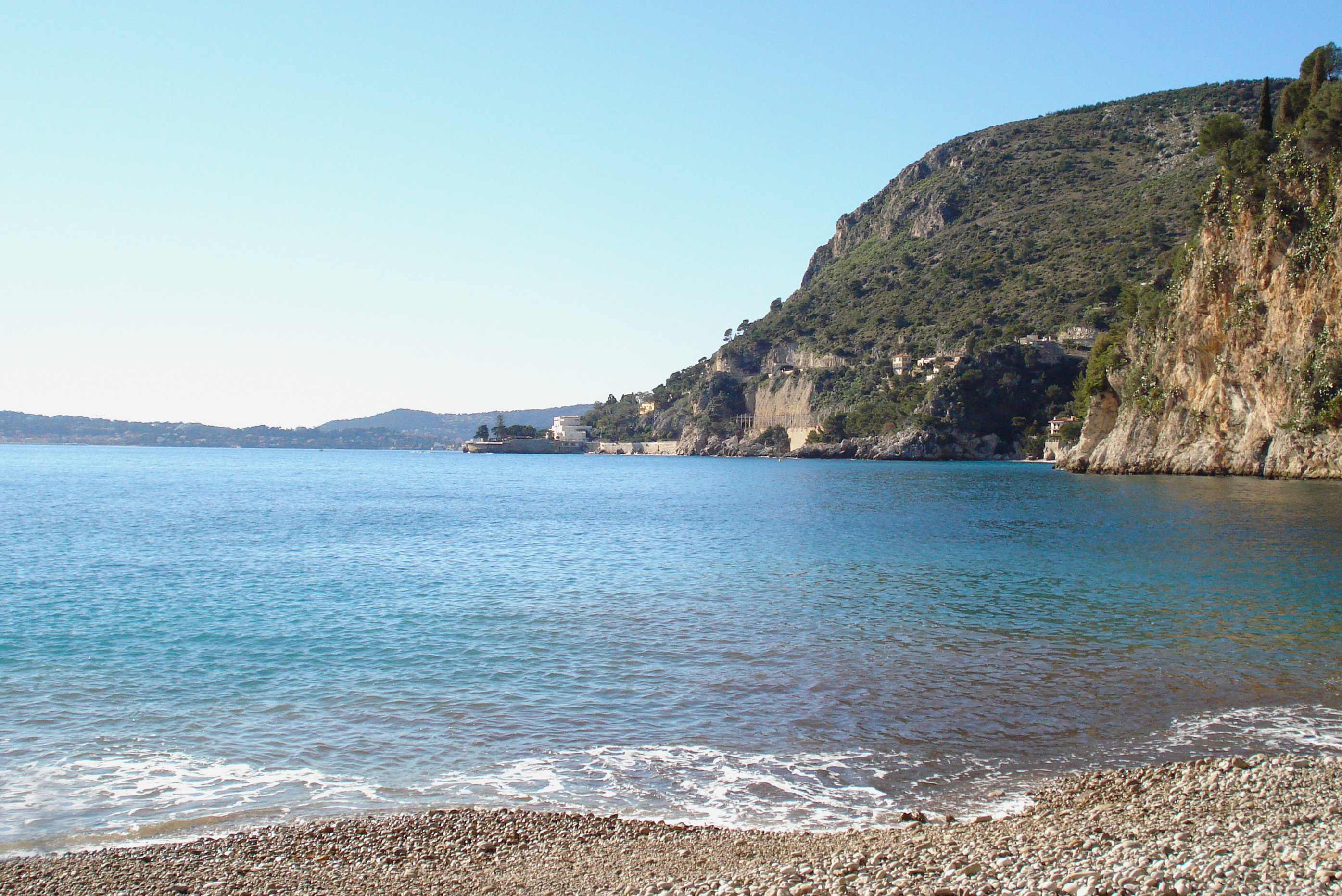
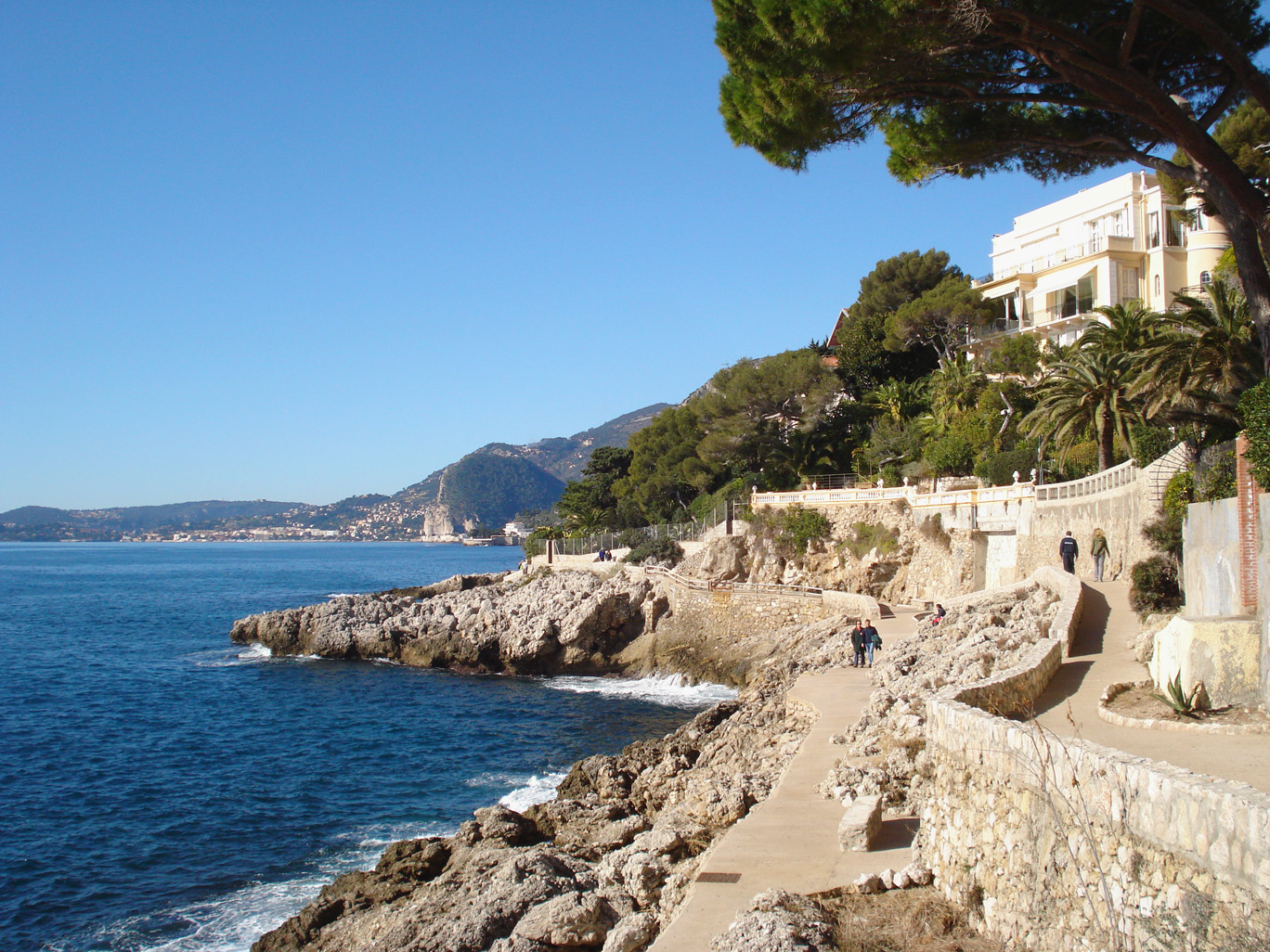
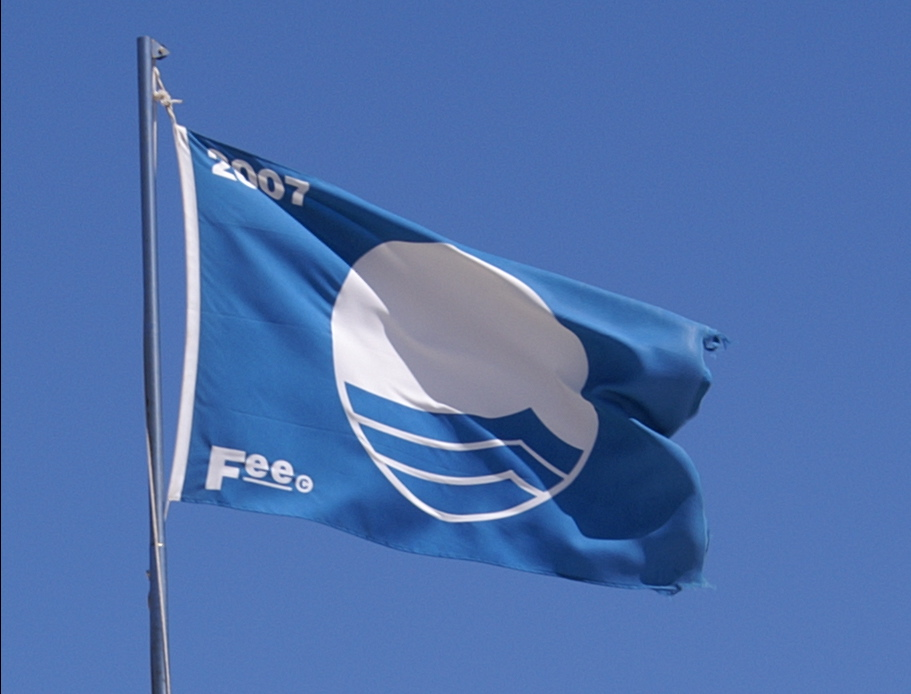
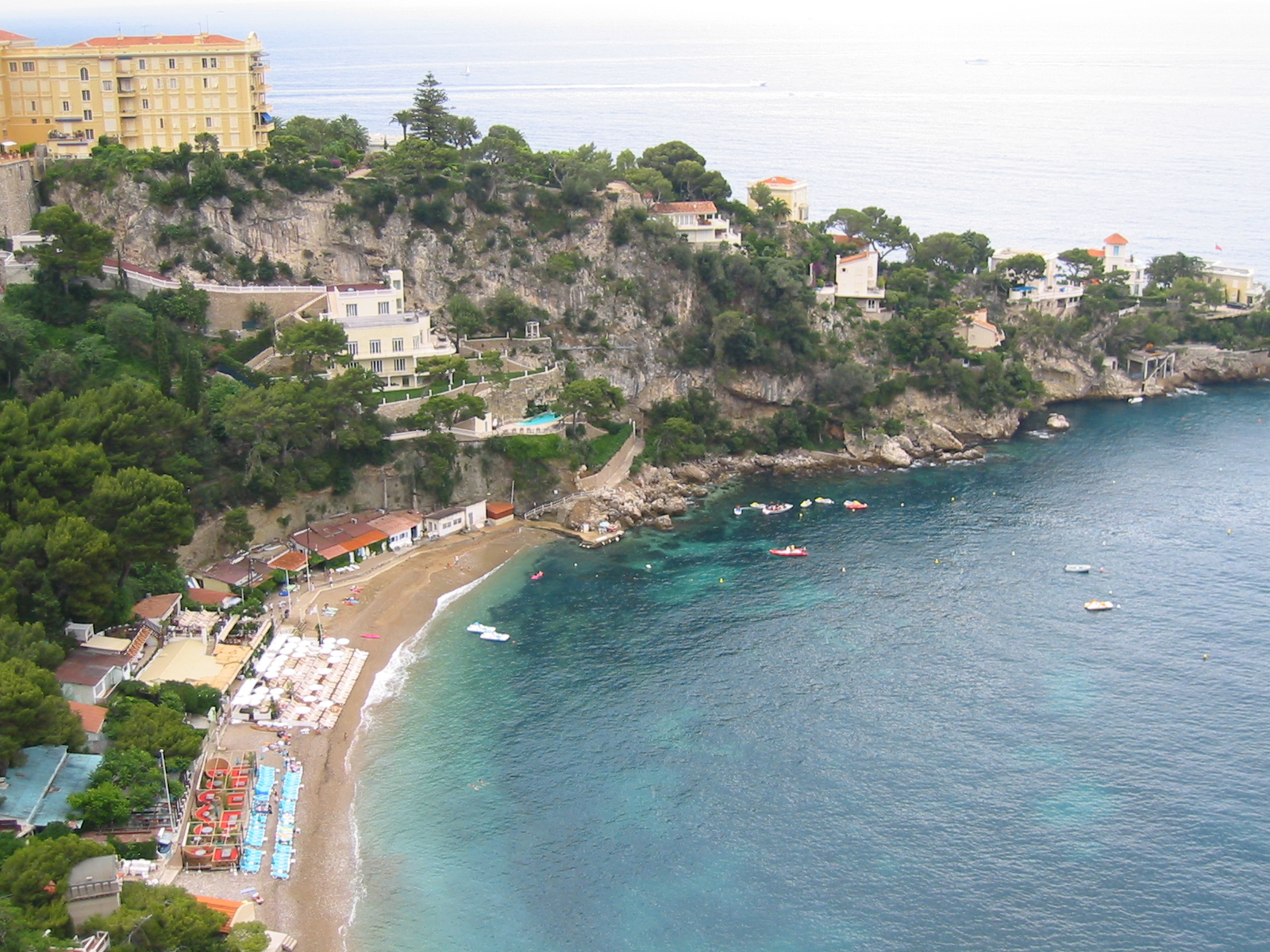